# Stazione di Tammachi
La stazione di Tammachi (反町駅?, Tanmachi-eki) è una stazione ferroviaria di Yokohama, nella prefettura di Kanagawa che si trova nel quartiere di Kanagawa-ku ed è servita dalla linea ● Tōyoko della Tōkyū Corporation. La stazione è la seconda della linea una volta lasciato il capolinea di Yokohama.

## Storia
La stazione venne inaugurata assieme alla linea ferroviaria il 14 febbraio 1926. Venne ricostruita in sotterranea il 31 gennaio 2006 e inaugurata il 28 marzo 2008.

## Linee
Tōkyū Corporation
● Linea Tōkyū Tōyoko

## Struttura
La stazione è costituita da due binari passanti su viadotto con due marciapiedi laterali.
| 1 | ● Linea Tōyoko |  | per Yokohama e, via linea Minatomirai, Motomachi-Chūkagai                                                                                        |
| 2 | ● Linea Tōyoko |  | per Kikuna, Musashi-Kosugi, Shibuya e, via linea Fukutoshin, Ikebukuro, via linea Seibu Ikebukuro, Tokorozawa e, via linea Tōbu Tōjō, Kawagoeshi |

## Stazioni adiacenti
| «                                 | Servizio           | »                  |
| Linea Tōkyū Tōyoko                | Linea Tōkyū Tōyoko | Linea Tōkyū Tōyoko |
| --------------------------------- | ------------------ | ------------------ |
| Higashi-Hakuraku                  | Locale             | Yokohama           |
| Tutti gli altri treni non fermano |                    |                    |